# Mountain View Acres
Mountain View Acres statisztikai település az Amerikai Egyesült Államok Kalifornia államában, San Bernardino megyében. Lakosainak száma 3337 fő (2020. április 1.).

## Népesség
A település népességének változása:

| 2010 | 3 130 |
| 2020 | 3 337 |